# Fünfstreifen-Tanganjikabuntbarsch
Der Fünfstreifen-Tanganjikabuntbarsch (Neolamprologus tretocephalus) ist ein Buntbarsch aus Afrika.

## Vorkommen und Lebensraum
Neolamprologus tretocephalus ist ein Endemit und bewohnt das felsige Ufer des Tanganjikasees. Die Wassertemperatur beträgt 25–28 °C. Zudem ist das Wasser leicht basisch (pH 7,5–8,0).

## Merkmale
Die Länge des Fünfstreifen-Tanganjikabuntbarsch beträgt bis 15 cm. Das Männchen hat dunkle Flossen, zudem sind Rücken-, Bauch- und Afterflosse länger als beim etwas kleineren Weibchen.
Sein Artname tretocephalus setzt sich zusammen aus griechisch tretos („durchbohrt“, „durchlöchert“) und kephale („Kopf“) in Bezug auf große Poren im Bereich des Kopfes.
Der Fünfstreifen-Tanganjikabuntbarsch ähnelt der eng verwandten Art Neolamprologus sexfasciatus.

## Sexualverhalten und Brut
Die Weibchen legen 400–700 Eier in eine Höhle, worauf die Jungtiere nach 48 Stunden Inkubationszeit schlüpfen. Die Jungfische werden hiernach nicht von den Eltern geführt.

## Haltung als Zier- und Zuchtfisch
Neolamprologus tretocephalus wird in Europa als Zierfisch gehalten. Die Art ist aggressiv gegenüber anderen Arten, weshalb er für die Haltung in Gesellschaftsbecken nicht geeignet ist.